# كركي كندي
كركي كندي (الاسم العلمي:Grus canadensis) (بالإنجليزية: Sandhill Crane)‏ هو نوع من الطيور يتبع جنس الكركي من الفصيلة الكركية.